# Église Saint-Sulpice de Challignac
Pour les articles homonymes, voir Église Saint-Sulpice.
L’église Saint-Sulpice de Challignac est une église située à Challignac en Charente, consacrée à saint Sulpice. Située au centre du bourg, elle en est l'église paroissiale.
Elle est romane et date du XIIe siècle.
Elle est inscrite aux monuments historiques depuis 1948.

## Historique
Construite au milieu du XIIe siècle, elle dépendait alors du prieuré Notre-Dame de Barbezieux.
Endommagée lors de la guerre de Cent Ans, la voûte de sa nef a été refaite en croisée d'ogives au XVe ou XVIe siècle.
La coupole, la voûte et le cul-de-four ont à nouveau été restaurés au XIXe siècle.

## Architecture
L'église est un bâtiment à nef unique de trois travées orienté vers l'est. L'abside en hémicycle est coiffée d'un cul-de-four, décoré de cinq arcades en plein cintre.
L'église a intégré quelques ouvrages défensifs au XVIe siècle : un refuge sur la voûte, ainsi que des meurtrières dans un contrefort latéral sud creux, entre la première et seconde travées, contenant l'escalier montant au clocher et au refuge.
Le faux carré précédant le chœur est surmonté du clocher carré coiffé d'un toit pyramidal.
La façade, remaniée à la période gothique et épaulée de contreforts obliques, est précédée d'un auvent et percée d'un oculus marguerite.

### Protection
L'église est inscrite aux monuments historiques depuis 1948,.
Sa cloche datant de 1646 est classée monument historique au titre objet depuis 1944.

## Galerie de photos

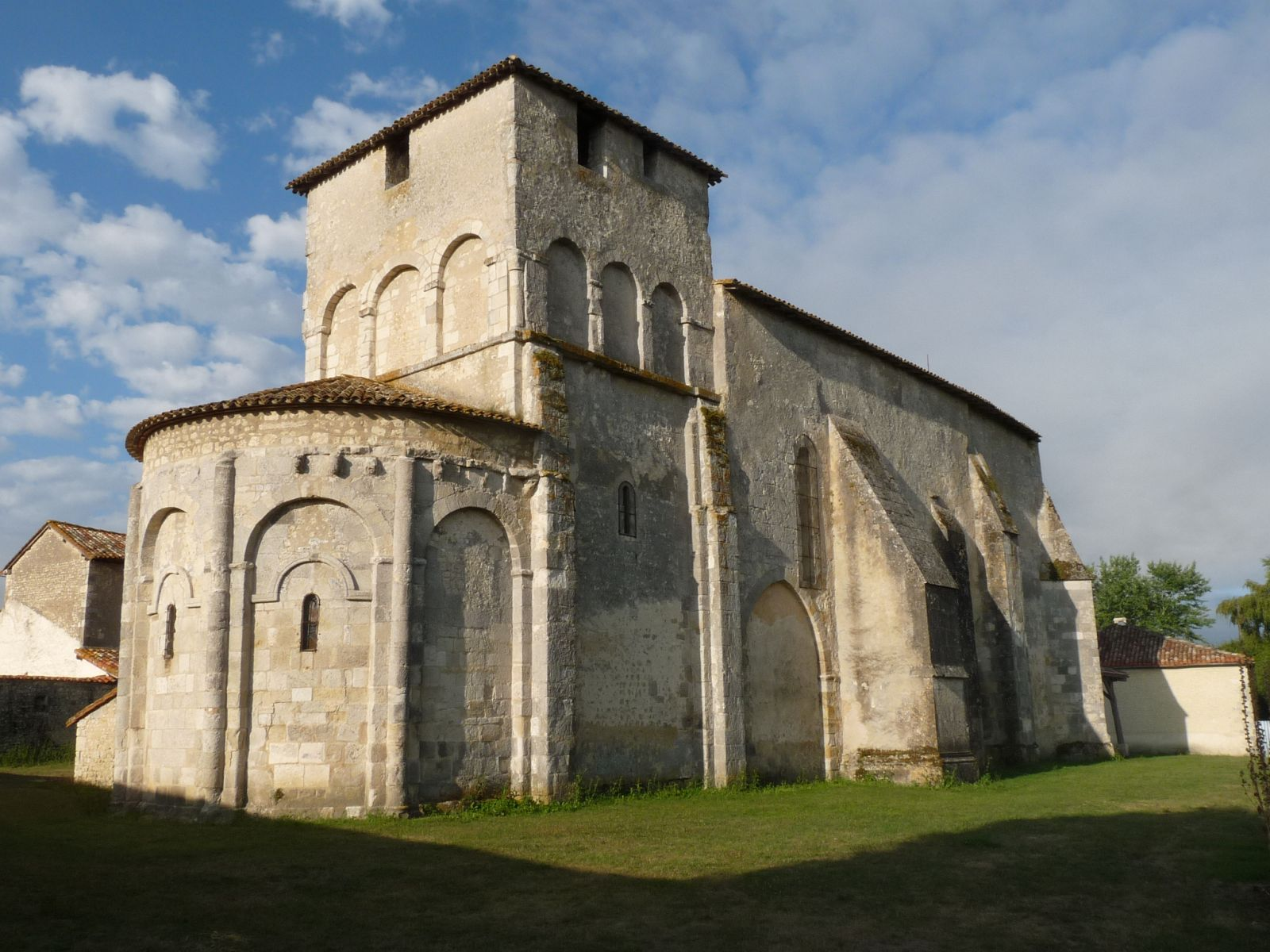
L'église vue du nord-est
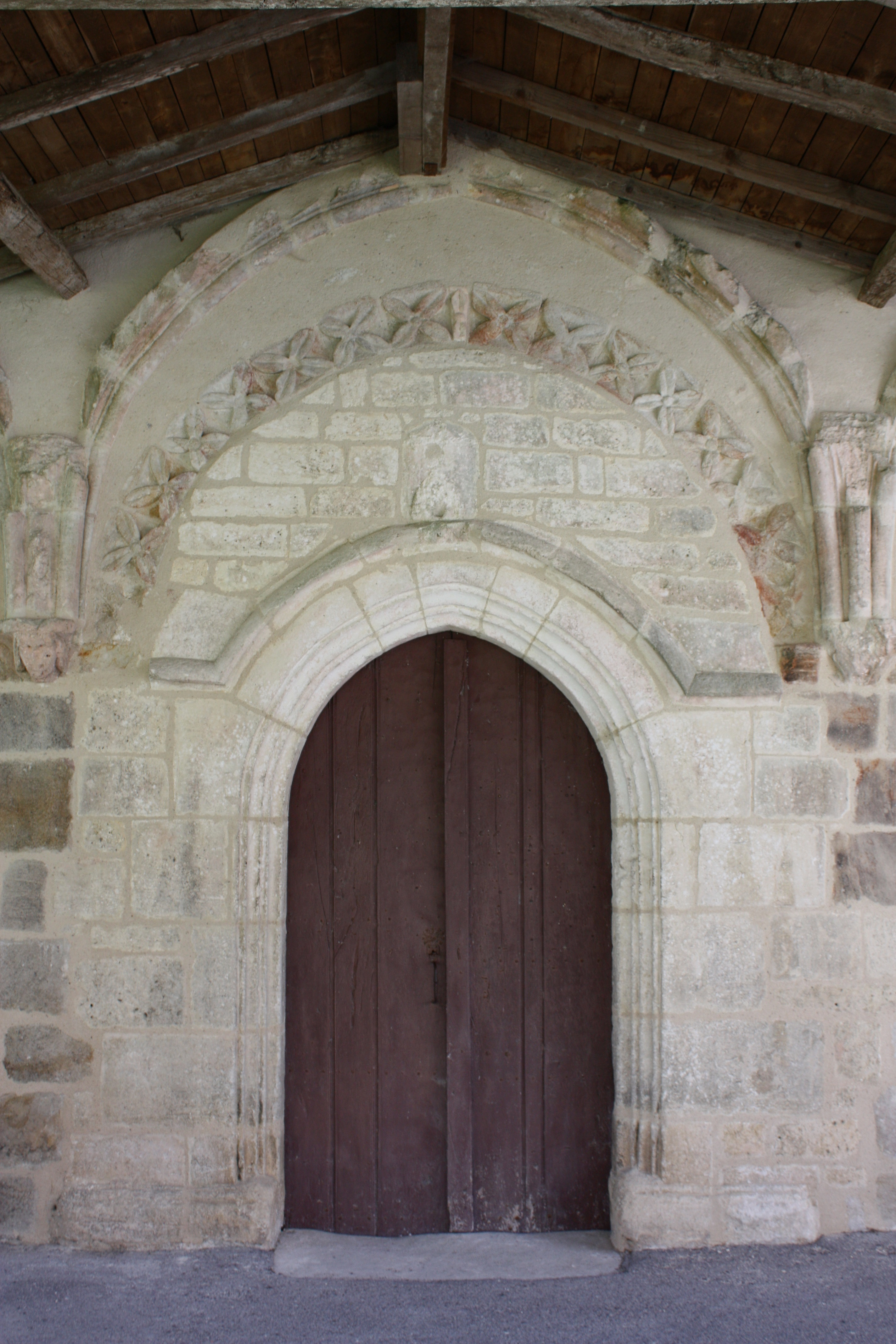
Le portail d'entrée
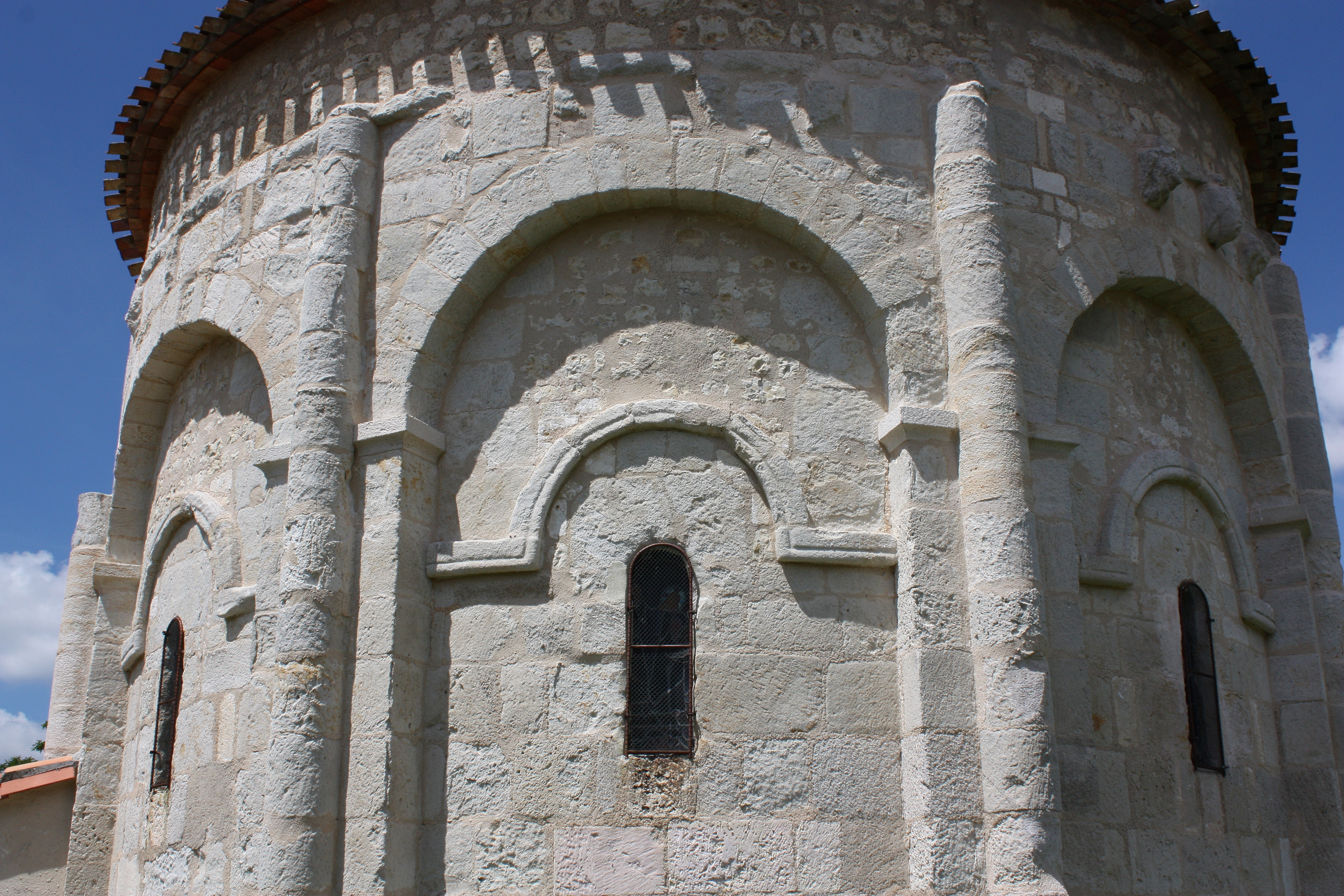
L'abside